# Пятихатская волость
Пятихатская волость — административно-территориальная единица Криворожского уезда Екатеринославской губернии с центром в селе Пятихатки.

## История
Образована в 1919 году в составе Криворожского уезда Екатеринославской губернии с центром в селе Пятихатки.
Ликвидирована 7 марта 1923 года в ходе перехода на округовую административно-территориальную систему.

## Характеристика
На 1 июня 1920 года действовала больница с одним врачом и 4 фельдшерских пункта. В школе числилось 32 преподавателя и 776 учеников, из которых школу посещало 700. Работала библиотека на 1200 книг, самодеятельный театр, 2 клуба, где находился оркестр.